# Meister von Raigern

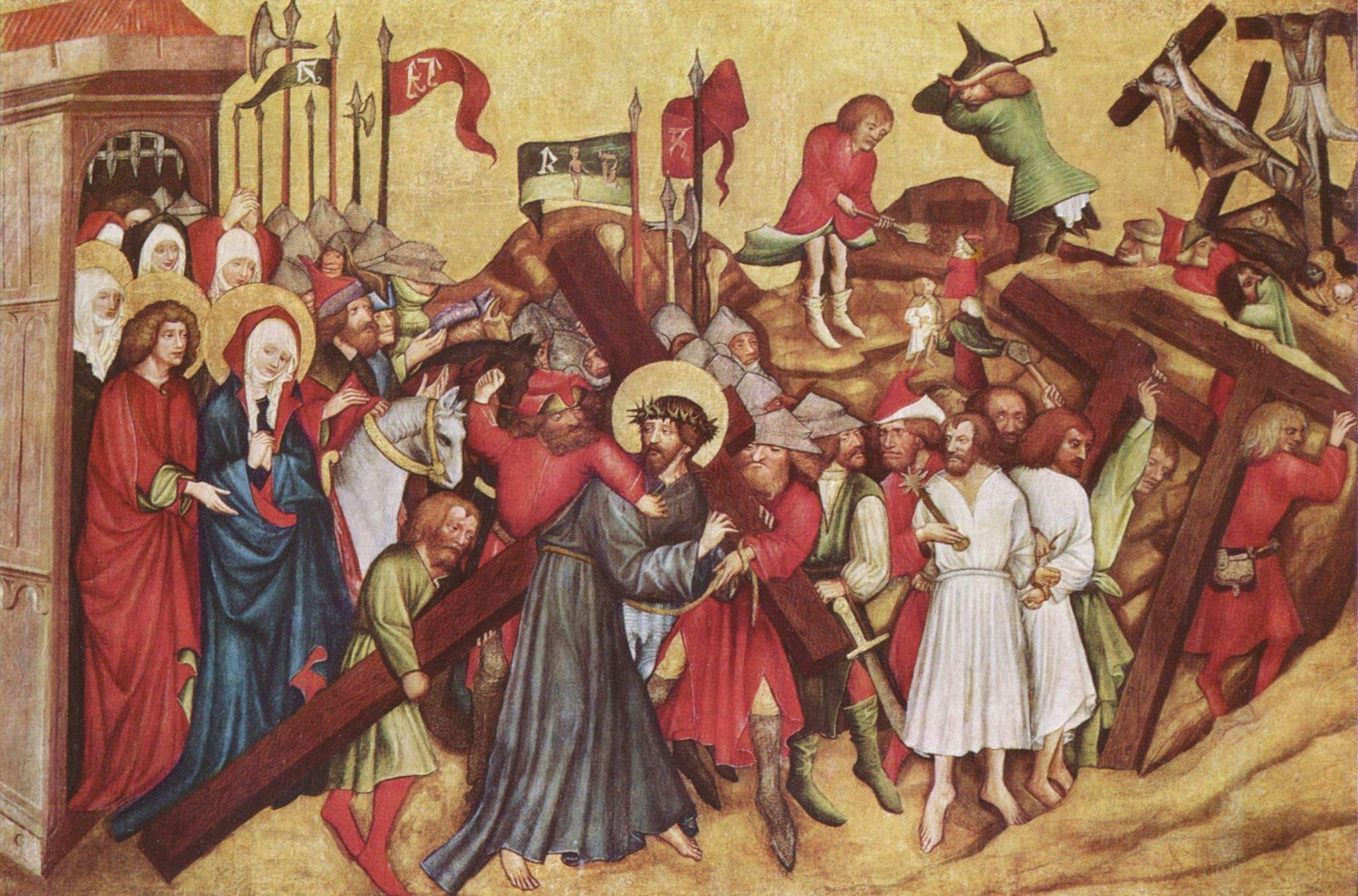
Meister von Raigern: Kreuztragung Christi (Passionsaltar, Altar von Raigern (Rajhrad), um 1415–1420)

Mit Meister von Raigern oder auch Meister des Altars von Raigern oder Meister des Raigerner Altars (tschechisch: Mistr rajhradského oltáře) wird ein Maler der Böhmischen Gotik bezeichnet.
Der namentlich nicht bekannte Künstler erhält seinen Notnamen nach den von ihm geschaffenen Tafelbildern, die in der Kunstgeschichte als Altar von Raigern (Rajhrad) bekannt wurden. Die Bilder sollen 1440/1455 entstanden sein. Sie wurden lange als ein „chronologischer Fixpunkt“ für die Datierung anderer Werke der böhmischen Malerei des 15. Jahrhunderts gesehen, jedoch wird in neuerer Zeit ihre genaue Datierung wieder aufgegriffen.
Der Stil des Meisters von Raigern zeigt den beiderseitigen kulturellen Austausch zwischen der Böhmischen und Wiener Region, aber auch die Entstehung einer typischen Böhmischen Malerschule, ein Stil, wie er sich auch beim Meister von Wittingau finden lässt.

## Werke (Auswahl)
Die erhaltenen Tafelbilder des Altars von Raigern mit Szenen aus der Passion Christi und der Kreuzholz-Legende sind im Besitz der zwei folgenden Sammlungen in der Tschechischen Republik zu finden:
- Moravské zemské muzeum (Mährisches Landesmuseum), Brünn (5 Bilder)
- Národní galerie (Nationalgalerie), Prag (1 Bild).

In deren Besitz verteilt befinden sich auch dem Meister von Reigern oder seiner Werkstatt zugeschriebene Tafelbilder eines Jakobus-Altars.